# Słowenia na zimowych igrzyskach olimpijskich
Słowenia na zimowych igrzyskach olimpijskich startuje od igrzysk w 1992 roku. Wcześniej reprezentanci tego kraju występowali w barwach Jugosławii.
Dotychczas reprezentanci Słowenii zdobyli siedem medali zimowych igrzysk olimpijskich - dwa srebrne i pięć brązowych. Najliczniejsza reprezentacja tego kraju wystąpiła na igrzyskach w Vancouver, kiedy to wystartowało 47 słoweńskich zawodników i zawodniczek.

## Liczba zawodników na poszczególnych igrzyskach
| Rok i miejsce        | Zawodnicy | Zawodniczki | Razem |
| -------------------- | --------- | ----------- | ----- |
| 1992, Albertville    | 20        | 7           | 27    |
| 1994, Lillehammer    | 17        | 5           | 22    |
| 1998, Nagano         | 21        | 13          | 34    |
| 2002, Salt Lake City | 24        | 16          | 40    |
| 2006, Turyn          | 23        | 13          | 36    |
| 2010, Vancouver      | 30        | 17          | 47    |

## Klasyfikacja medalowa
| Olimpiada            | Złoto | Srebro | Brąz | Razem |
| -------------------- | ----- | ------ | ---- | ----- |
| 1992, Albertville    | -     | -      | -    | 0     |
| 1994, Lillehammer    | -     | -      | 3    | 3     |
| 1998, Nagano         | -     | -      | -    | 0     |
| 2002, Salt Lake City | -     | -      | 1    | 1     |
| 2006, Turyn          | -     | -      | -    | 0     |
| 2010, Vancouver      | -     | 2      | 1    | 3     |
| Razem                | -     | 2      | 5    | 7     |

## Klasyfikacja według dyscyplin
| Dyscyplina            | Złoto | Srebro | Brąz | Razem |
| --------------------- | ----- | ------ | ---- | ----- |
| Biathlon              | -     | -      | -    | 0     |
| Biegi narciarskie     | -     | -      | 1    | 1     |
| Bobsleje              | -     | -      | -    | 0     |
| Curling               | -     | -      | -    | 0     |
| Hokej na lodzie       | -     | -      | -    | 0     |
| Kombinacja norweska   | -     | -      | -    | 0     |
| Łyżwiarstwo figurowe  | -     | -      | -    | 0     |
| Łyżwiarstwo szybkie   | -     | -      | -    | 0     |
| Narciarstwo alpejskie | -     | 2      | 3    | 5     |
| Narciarstwo dowolne   | -     | -      | -    | 0     |
| Saneczkarstwo         | -     | -      | -    | 0     |
| Short track           | -     | -      | -    | 0     |
| Skeleton              | -     | -      | -    | 0     |
| Skoki narciarskie     | -     | -      | 1    | 1     |
| Snowboarding          | -     | -      | -    | 0     |